# Boisset-et-Gaujac
Boisset-et-Gaujac è un comune francese di 2 363 abitanti situato nel dipartimento del Gard, nella regione dell'Occitania.

## Società

### Evoluzione demografica
Abitanti censiti